# لي سي نا
لي سي نا (بالكورية: 이세나)‏ هي ممثلة كورية جنوبية. ولدت يوم 16 مارس 1982 في سول في كوريا الجنوبية.

## روابط خارجية
- لي سي نا على موقع IMDb (الإنجليزية)
- لي سي نا على موقع قاعدة بيانات الفيلم (الإنجليزية)